# Presentation Sisters
Die Union of Presentation Sisters of the Blessed Virgin Mary (Kurzform: Presentation Sisters, Ordenskürzel: PBVM) ist eine Ordensgemeinschaft der römisch-katholischen Kirche, die 1777 von der irischen Ordensschwester Nano Nagle (1718–1784) gegründet wurde. Der Frauenorden ist besonders in Irland verbreitet und hat weltweit Niederlassungen.

## Geschichte
Nano Nagle musste unter der Repression des englischen Penal Laws Irland verlassen und begann in Paris ihre Schulausbildung. In Frankreich war sie Postulantin im Orden der Ursulinen. Vor der Ablegung der ewigen Profess verließ sie die Ursulinen, kehrte nach Irland zurück und eröffnete in Killarney (County Kerry) eine katholische Schule. Schon bald errichtete sie zwei Mädchenschulen und fünf Jungenschulen in der Stadt und im County Cork, die als Heckenschulen unterrichten mussten.
Am Weihnachtstag 1775 versprachen Nano Nagle und einige Gefährtinnen einander, als Gemeinschaft zusammenzuleben. Die daraus entstandene Ordensgemeinschaft nannte sich zunächst „Sisters of the Charitable Instruction of the Sacred Heart of Jesus“ und später „Union of Presentation Sisters of the Blessed Virgin Mary“ geändert. Im Volksmund ist sie unter dem Namen „Presentation Sisters“ bekannt. Nano Nagle nahm den Ordensnamen „Mother Mary of St. John of God“ an.

## Ausbau und Erweiterung
Um 1800 hatten sich um Nagle bereits weitere fünf Gemeinschaften gebildet. Da diese aber nicht in Klausur leben sollten, kam es zu Schwierigkeiten. Der Bischof von Cork ersuchte schließlich um die kanonische Anerkennung der Kongregation, in der Hoffnung, dass dieser die Ablegung feierlicher Gelübde ohne die Verpflichtung zur Einhaltung der päpstlichen Klausur gestattet würde. Stattdessen wählten die Schwestern selbst das Leben in der Zurückgezogenheit der Klausur.
1805, also 21 Jahre nach dem Tod der Gründerin, erhielt die Kongregation die päpstliche Approbation durch Papst Pius VII. Seit dieser Zeit ist sie eine Gesellschaft des apostolischen Lebens.
1860 wurden die von der Ordensgemeinschaft errichteten katholischen Schulen in Irland und den Ländern in Übersee staatlich anerkannt. Von 1866 bis 1900 entwickelte sich die Ordensgemeinschaft stetig, die ersten Ordensschwestern übersiedelten nach Neufundland, England, Indien, den  Vereinigten Staaten, Australien und Neuseeland. In Australien schlossen sich nach der päpstlichen Genehmigung durch Pius XII. mehrere Kongregationen zu einer gemeinsamen Kongregation der „Presentation Sisters of Australia“ zusammen.

## Erneuerung
Im Zuge der Erneuerung des Ordenslebens nach dem Zweiten Vatikanischen Konzil errichtete die Kongregation ein Mutterhaus und wählte eine Generaloberin. 1976 wurden mit einem Dekret der Kongregation für die Institute geweihten Lebens und für die Gesellschaften apostolischen Lebens die heutigen Strukturen bestätigt. Es entstanden folgende Provinzen: England, Indien, Irland, Lateinamerika, Neuseeland, Pakistan, Philippinen, Slowakei, Thailand, USA, Sambia und Simbabwe.